# In de Naam van de Zoon
In de Naam van de Zoon is het tiende deel in de stripreeks De Schorpioen, welke is gecreëerd door Stephen Desberg (tekst) en Enrico Marini (tekeningen). De eerste druk verscheen in 2012 bij uitgeverij Dargaud. 

## Samenvatting
Aan het begin van deel 10 martelt Tiberio de Huzaar teneinde van hem de verblijfplaats van de Schorpioen te verkrijgen. Het is uiteindelijk Fenice die doorslaat, waarna Tiberio de Schorpioen te pakken krijgt.
Het verhaal verplaatst vervolgens naar een gebeurtenis uit de jeugd van Tiberio. Deze fungeert hier als verkenner voor een bende moordenaars, waarvan zijn vader mogelijk de leider is. Als de ouders van de familie Trebaldi vertrekken voor een reis naar Sienna, overvalt de bende de achtergebleven kinderen en de bewakers. De overval lijkt echter geen roofoverval, maar een moordexpeditie. Vreemd genoeg laten de moordenaars ook een paar kinderen zomaar lopen, waaronder Orazio Trebaldi en diens ouders zus. Vier mannelijke Trebaldi-nazaten lieten het leven. Het blijkt Orazio te zijn, die dit verhaal aan Nelio vertelt. Hij is nooit te weten gekomen wie zijn familie heeft laten uitmoorden. 
De lezer krijgt vervolgens eerst een bezoek te zien van Orazio aan een armzalige woning waar Magdalena verblijft, en waar Orazio op bezoek komt om te praten over het nageslacht van de Trebaldi's, of liever het ontbreken daarvan. 
Daarna volgt een scène waarin Cosimo vol vreugde zijn (althans, dat denkt hij) pasgeboren zoon voor het eerst ziet. De geboorte heeft niet plaatsgevonden in het eerdergenoemde krot. De kersverse moeder dringt direct bij Cosimo aan op een vertrek uit Rome, om aan het oordeel van de mensen en de kerk te ontkomen. Cosimo stemt meteen in. 
Hierop springt het verhaal naar de terechtstelling van Magdalena, welke vanuit de verte wordt gadegeslagen door enkele van de machtige families, waaronder in ieder geval Latal senior, Aurelio. De familiehoofden prijzen zich gelukkig met de omstandigheid dat Cosimo, de laatste der Trebaldi's (uitgezonderd senior, Orazio, natuurlijk) nu vast krankzinnig zal worden.
Tiberio is ook aanwezig bij de terechtstelling. Een onguur type vertelt hem dat er een priester was en twee collega-schurken. Deze twee schoften werden betaald om "het kind" buiten de stad te verdrinken. Het ongure type vertelt dat zij daarin geslaagd moeten zijn, want hij heeft hen niet in de stad gezien. Hij meent dat ze hun beloning aan het verbrassen zijn. In deel 2 (Het Geheim van de Paus) is de lezer er reeds achter gekomen dat deze schurken het hebben afgelegd tegen Armando's grootvader. 
In huize Trebaldi verloochent Orazio zijn zoon Cosimo, en Nelio moet hem doden. Voortaan is Nelio de enige erfgenaam van de Trebaldi's. Nelio ronselt twee van zijn vriendjes om Cosimo te helpen doden.
Cosimo ontvangt het bericht dat vrijwel alle lijfwachten zijn gevlucht. De paus zit zonder krijgsmonniken. Hij gaat naar de gevangenis van het Vaticaan om onder de melaatsen nieuwe rekruten te ronselen. Cosimo stelt dat zijn familie veel ouder is dan de andere acht families, de oudste van Rome. 
Tiberio brengt de Schorpioen naar Aurelio Latal. Blijkbaar was Orazio Trebaldi niet zijn enige opdrachtgever... Mejaï volgt hen. Aurelio Latal wil weten hoe oud Armando is. Tiberio stelt dat Armando twee jaar oud was toen zijn moeder werd verbrand. Latal senior legt vervolgens uit, dat alleen Tiberio en hijzelf weten wie de Schorpioen is. Hij noemt Tiberio en diens vader de beste verraders die zij (de Latals) ooit hebben gehad. Hieruit valt af te leiden dat de moord op de familie Trebaldi is beraamd door Aurelio Latal.  Mejaï ziet hoe de Latals Tiberio als dank voor bewezen diensten een kopje kleiner maken. 
Aurelio legt de Schorpioen uit dat volgens de overlevering de acht families ooit ten overstaan van de wolvin (i) de Trebaldi's hebben opgenomen in hun midden, en (ii) de God van de Christenen hebben aanvaard om hun macht te bevestigen.
Aurelio stelt dat Armando de hele tijd is voorgelogen, beweert dat Cosimo en Magdalena niet van elkaar hielden, en dat Magdalena Cosimo vreesde. Cosimo haat de Schorpioen, aldus Aurelio, omdat deze hem herinnert aan diens onteerde moeder en zijn eigen gruwelijke vader. 
Aurelio tracht Armando te provoceren, opdat deze in woede zowel Orazio als Cosimo Trebaldi ombrengt. De Schorpioen verlaat inderdaad woedend het paleis. Ursus krijgt instructie hem te volgen. Als alle Trebaldi's elkaar hebben afgeslacht, moet hij Nelio levend terugbrengen, zodat Nelio met Ansea kan trouwen. Als Ansea getrouwd is en vervolgens kinderloos weduwe (de oorzaak voor beide aspecten laat zich raden), komt het Trebaldi-fortuin aan de Latals toe (via Ansea als enige erfgename). Aldus luidt het plan van Aurelio Latal.
In een flits ziet de lezer dat Magdalena's vader aanwezig was bij haar terechtstelling. 
De Schorpioen komt Mejaï tegen. Hij stelt dat er niets in hem is om van te houden. Nochtans volgt een innige zoenpartij, waarna Armando ervandoor gaat. Mejaï murmelt vervolgens dat zij helemaal niet verliefd op hem is, maar de lezer heeft in deel 8 (De Schaduw van de Engel, p. 38) al geleerd, dat Mejaï de Schorpioen wel degelijk liefheeft. 
Armando heeft Mejaï geïnstrueerd de Huzaar te gaan halen (Armando verkeert immers in onwetendheid over het feit dat Tiberio de Huzaar heeft gefolterd). Ansea verhindert dit, naar eigen zeggen omdat de Schorpioen geen hulp nodig heeft bij hetgeen hem te wachten staat. Mejaï poogt Ansea te doden, maar faalt. Ansea doorsteekt Mejaï, ogenschijnlijk in de borststreek, doch later blijkt dit meer een vleeswond in de zij te zijn. Mejaï bereikt zwaar gewond het huis waarin Fenice de Huzaar verzorgt. Zij hoopt dat de Huzaar de Schorpioen kan helpen, aangezien ook zij niet bekend is met het feit dat Tiberio de Huzaar heeft gemarteld. Fenice ontfermt zich over Mejaï. 
Bij het Vaticaan vindt intussen een slachting plaats. Nelio en zijn kompanen houden huis onder de melaatse krijgsmonniken. Het gepeupel neemt de kans waar het Vaticaan te plunderen. Marie-Ange smeekt Cosimo samen te vluchten, maar deze weigert. Dit moment (de botsing tussen zijn vijanden en hemzelf) is onvermijdelijk, aldus Cosimo. 
Binnen komt het tot een ontmoeting tussen de Trebaldi's: Armando, Cosimo, Nelio en Orazio. Cosimo wordt vergezeld door acht echte krijgsmonniken. 
Orazio leert hier pas dat de Schorpioen zijn zoon is. Tiberio heeft Orazio destijds verteld dat baby Armando was verdronken. Cosimo windt er geen doekjes om. Hij meldt Armando dat Orazio zijn moeder heeft verkracht en dat hij zo is verwerkt, en meldt Nelio dat deze een broertje heeft. Nelio sputtert nog even tegen dat Armando een bastaard is, waarop Cosimo fijntjes reageert door te stellen dat Nelio dat zelf ook is. 
We vernemen dan wat Orazio tegen Cosimo zei in de nacht dat deze Rome trachtte te ontvluchten (deel 2: Het Geheim van de Paus, pag. 3-4). Ozoria beweert hij alles heeft gedaan om Armando te beschermen, zelfs voor diens geboorte. Orazio beweert dat hij voorkwam dat Magdalena zich liet aborteren. Magdalena moest Armando opvoeden, maar zij liet Orazio Armando niet zien. We leren ook dat Magdalena's vader wilde dat zij Armando op zijn landgoed had opgevoed. Magdalena dwong Cosimo echter Rome te ontvluchten. Orazio heeft daarop Tiberio ingeschakeld om Armando bij Magdalena weg te halen. Deze kwam echter te laat. Cosimo heeft de boel toen verziekt, aldus Orazio, door Magdalena aan te geven bij de inquisitie wegens hekserij. 
Dan heeft Cosimo genoeg gehoord, en geeft de krijgsmonniken bevel om in te grijpen. Dit verloopt echter anders dan gepland: met behulp van Orazio kelen Nelio en Armando Cosimo's mannen. Op dat moment komen Cosimo's diepste gevoelens naar boven: Magdalena heeft zich "gegeven" aan de persoon die hij het meest veracht van iedereen, zijn vader Orazio. Armando is het deel van Orazio dat Magdalena heeft bezoedeld. Dit is hetgeen Cosimo heeft gedwongen Magdalena te verstoten, hoewel zij de enige vrouw is die hij ooit heeft liefgehad. 
Armando doodt Cosimo niet. Orazio roept triomfantelijk dat de Trebaldi's er nu weer bovenop komen, maar de Schorpioen knijpt ertussenuit, tot woede van zijn vader. 
Dan blijkt dat zowel Ansea als Marie-Ange alles hebben gehoord. Marie-Ange probeert Armando te paaien door te roepen dat haar familie haar dwong hem te verlaten, omdat hij geen edelman was. 
Ansea, die eerder nog (i) geen probleem had met het plan van haar vader dat de Schorpioen zich zou laten afslachten, en (ii) eigenhandig voorkwam dat de Schorpioen hulp kreeg, blijkt als een blad aan de boom te zijn omgekeerd nu zij weet heeft van Armando's afkomst. Zij velt Marie-Ange met een linkse directe op de kin, en roept uit dat Armando van haar is. Zij heeft, zo vertelt zij Armando even later, plots gerealiseerd hoeveel zij met hem gemeen heeft, om zich vervolgens aan hem over te geven (iets dat zij naar eigen zeggen nog nimmer heeft gedaan). Onderwijl verzorgt Fenice de arme Mejaï. 
Aurelio Latal heeft de zeven andere families bijeengeroepen, en pocht dat zijn dochter Ansea en Nelio nog die avond in hun aller bijzijn met elkaar in het huwelijk zullen treden. De andere families vinden dat een belachelijk idee, maar Aurelio verzekert hun dat de verbintenis met Nelio ertoe zal leiden dat de vergissing indertijd de Trebaldi's tot de Grote Acht toe te laten, zal worden uitgewist. 
Deze episode sluit af met Marie-Ange, die Orazio benadert met de bewering dat zij een middel kent om de Schorpioen te laten gehoorzamen.

## Receptie
De tiende episode in deze reeks werd gunstig beoordeeld. Een recensie van Stripspeciaalzaak concludeert dat de grote kentering, waarop de lezer toch al enkele delen zat te wachten, er eindelijk is gekomen. Stephen Desberg serveert talloze verrassende onthullingen, die al een hele tijd stonden te sudderen en nu over het kookpunt komen.